# Kosovská akademie věd a umění

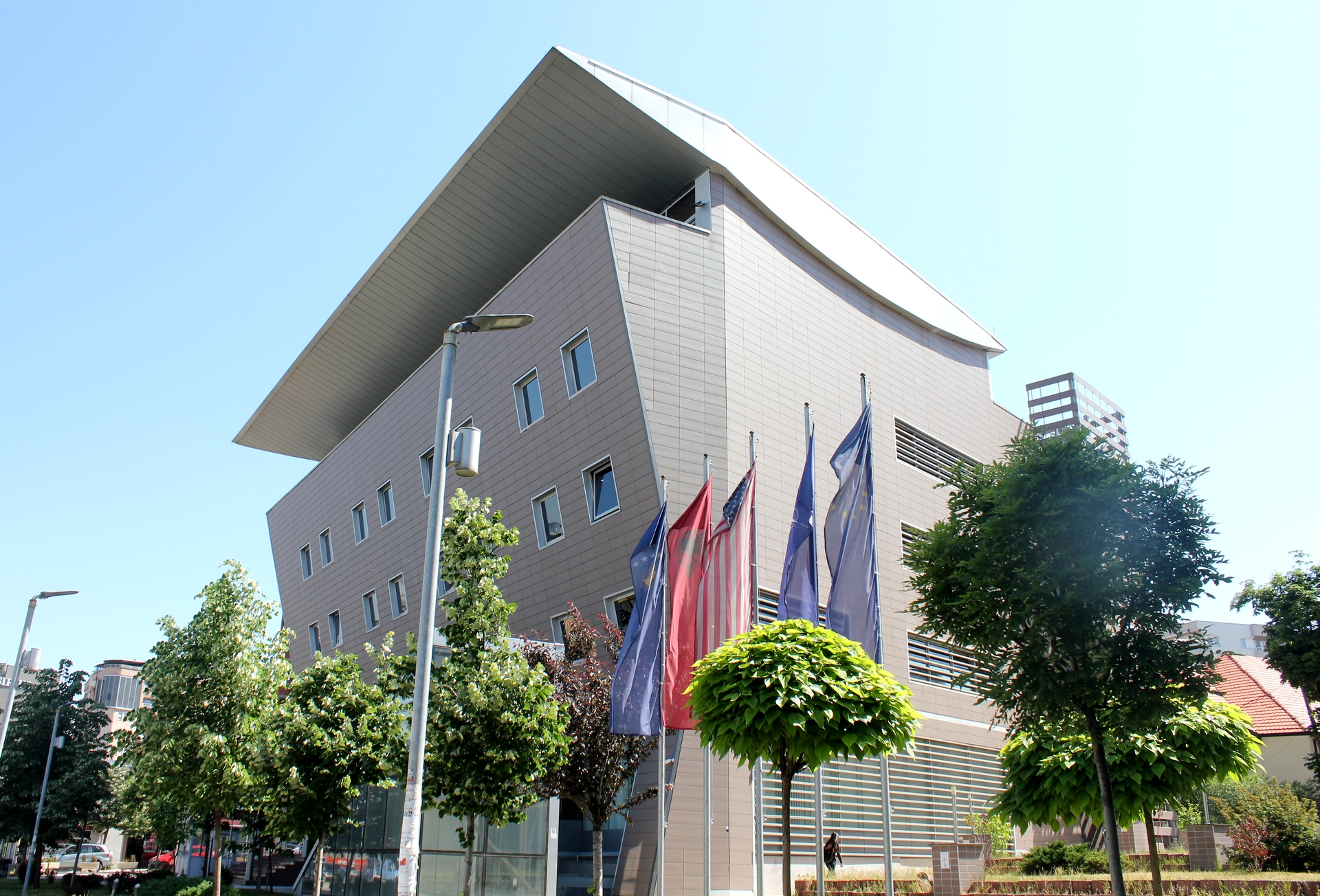
Budova akademie

Kosovská akademie věd a umění (albánsky: Akademia e Shkencave dhe e Arteve e Kosovës) je národní učená společnost Kosova sídlící v Prištině. Zřízena byla parlamentem autonomní oblasti Kosovo 20. prosince 1975. Tehdy byla nazvána "asociací", roku 1978 byla přejmenována na akademii. Jde o nezávislou instituci financovanou kosovskou vládou. Akademie má 23 stálých a 14 přidružených členů (dopisovatelů). Vedle toho akademie uděluje členství čestné, byli jím vyznamenáni například nositel Nobelovy ceny Ferid Murad, spisovatel Ismail Kadare nebo Matka Tereza. Nejvyšším orgánem je Sněm Akademie, který se skládá ze všech řádných členů a dopisovatelů. Akademie má čtyři sekce: Oddělení jazyka a literatury, společenskovědní sekce, sekce přírodních věd a sekce umění. K vědeckým časopisům, které akdemie vydávala, patřily a patří Acta biologiae et medicinae experimentalis (od 1976), Vjetari-Godišnjak (od 1976), Studime-Studije (1980-1988), Kërkime-Istraa Åivanaja (1980-1986).
Akademie hrála velkou roli v srbsko-albánském konfliktu 90. let. V dubnu 1989 byla činnost akademie zastavena s odůvodněním, že narušuje ústavní pořádek Jugoslávie. Akademie ale pokračovala v obhajobě práv Albánců v bývalé Jugoslávii, podpořila referendum o nezávislosti a zintenzivnila spolupráci s Albánskou akademií věd. V roce 1992 Srbské národní shromáždění prohlásilo akademii za uzavřenou. Členové akademie se ale rozhodnutím neřídili a pokračovali v činnosti za mimořádných podmínek až do roku 1994, kdy srbská policie budovu akademie násilně zabrala a začala ji využívala k jiným účelům. Přesto Akademie dál pokračovala ve své činnosti, vydávala časopisy a další vědecké publikace. Financovány byl z darů bohatých muslimů z celého světa. (Hetem Ramdani, Šefki Neziri). Akademici se scházeli v soukromém domě v Prištině až do roku 1999. Od vyhlášení nezávislosti Kosova funguje akademie jako národní instituce.